# La invitación (espectáculo)

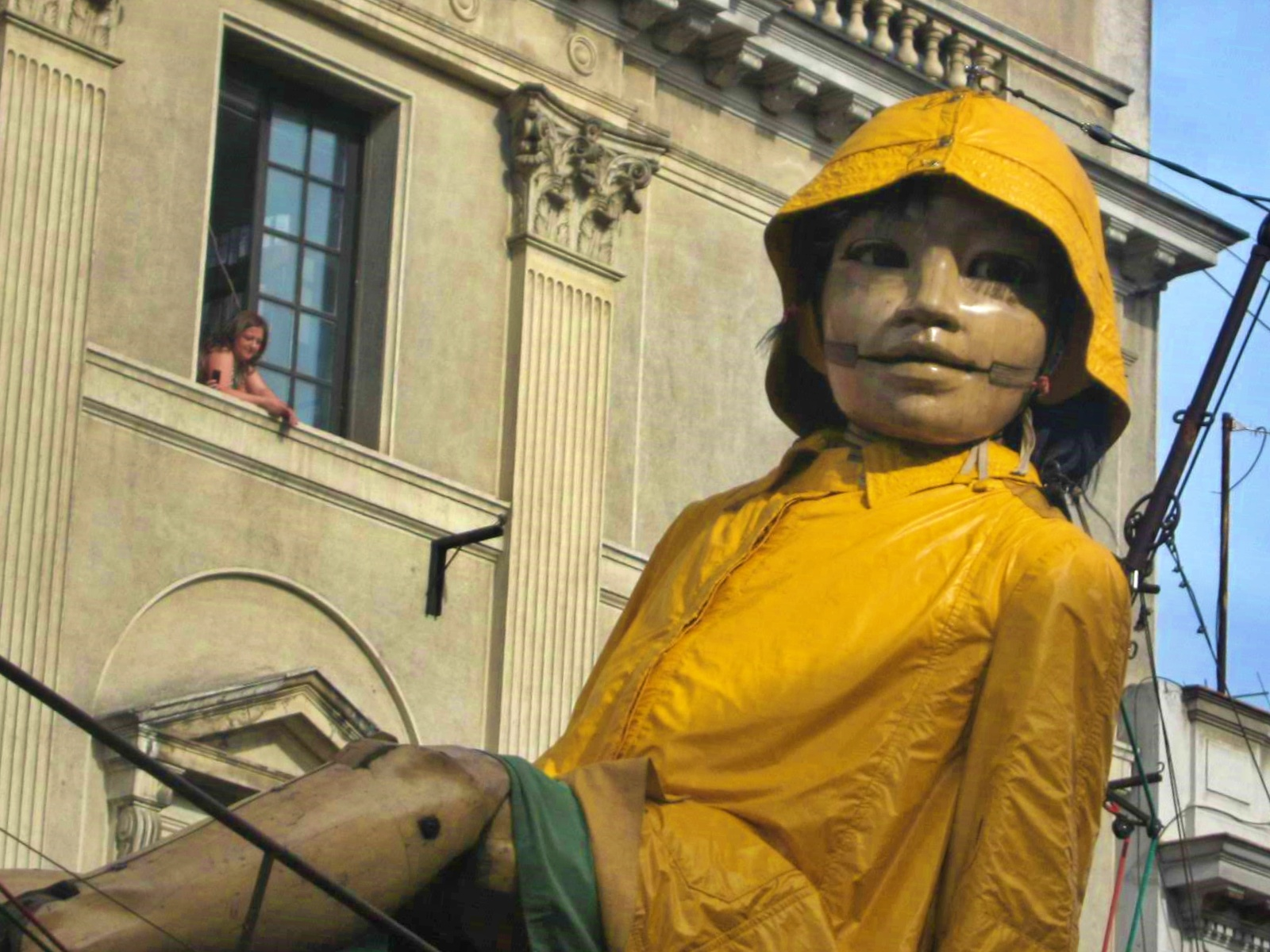
La Pequeña Gigante en su paso por Santiago de Chile, 2010

El gigante del Titanic y el buzo (La Géante du Titanic et le Scaphandrier), también llamado La reunión de Berlín o La invitación, es un espectáculo de la compañía francesa Royal de Luxe, realizado en 2009 y principios de 2010.
El programa muestra a la pequeña gigante, una marioneta de 5,5 metros de alto y de un peso aproximado de 800 kg, junto su tío, el Gigante (10 m y 2,5 t), que apareció por primera vez en Le Havre en 1993 y que para esta ocasión está vestido de buzo. Si bien, las presentaciones en cada una de las ciudades poseen algunas variantes, el eje central del espectáculo es el mismo.

## Presentaciones
El estreno de la obra, bajo el nombre El gigante del Titanic y el buzo, tuvo lugar en Nantes, Francia, entre el 5 y el 7 de junio de 2009 en la inauguración de la Bienal de Arte Contemporáneo de Estuario. En esa oportunidad, el buzo llevaba consigo el correo del RMS Titanic, que se ha extraído del océano para entregar el contenido. 90.000 cartas ficticias de los pasajeros del Titanic trae consigo el buzo, de las cuales algunas son repartidas entre el público espectador.
En octubre del mismo año, el espectáculo se presentó en Berlín, Alemania, titulándose La reunión de Berlín (Das Wiedersehen von Berlín), para conmemorar la Reunificación de Alemania ocurrida 20 años atrás. Las cartas originales fueron sustituidas en Alemania por las cartas de los archivos de la Stasi.
Entre el 28 y el 31 de enero de 2010 se presentó en Santiago de Chile, Chile, bajo el nombre de La invitación, donde la Pequeña Gigante y su tío, el Señor Escafandra, fueron invitados para festejar el bicentenario de la Independencia de Chile. En Chile se entregó una postal con texto manuscrito, firmada por la Pequeña Gigante, en donde se hace alusión a la Independencia del continente americano y de Chile. 

### Cronograma deLa Invitación(Santiago, Chile)
El 28 de enero de 2010 comenzó con un géiser en la plaza Venezuela frente al Mercado Central de Santiago donde a las 7 de la mañana dejó un agujero de adoquines y lanzó chorros de agua cada 5 minutos.
"Cuando sonó la hora del Bicentenario de la Independencia, el pueblo de Chile invitó a dos gigantes a una gran celebración. Apenas llegados a Santiago, la Tierra los saludos bajo la forma de un géiser que brotó del suelo", escribió el director de la compañía, Jean Luc Courcoult, en una leyenda que explica la visita de las marionetas. 

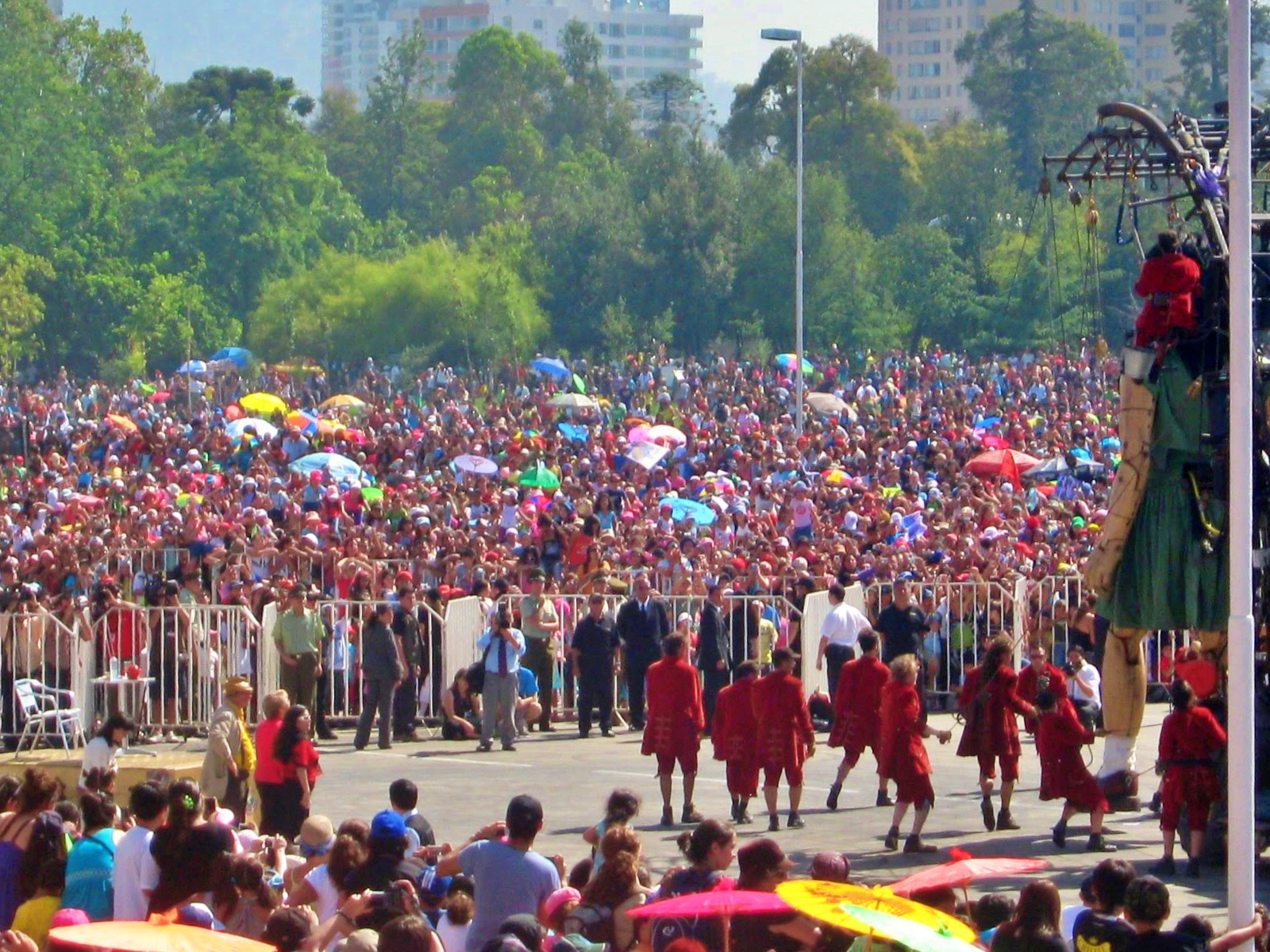
Michelle Bachelet y La Pequeña Gigante en la explanada del Parque O'Higgins, en Santiago de Chile.

El día 29 de enero a las diez de la mañana en el Parque O'Higgins la pequeña gigante es despertada por la presidenta de Chile Michelle Bachelet, donde toman juntas un desayuno. Luego de ducharse y cambiar su camisa de dormir por un vestido, fue saludada por Carabineros del Cuadro Verde (policía montada de Chile) quienes le obsequian un globo, también gigante. También lavó sus pies en la laguna del parque. La pequeña comienza un recorrido por el centro de Santiago donde llega a la Plaza de la Constitución.

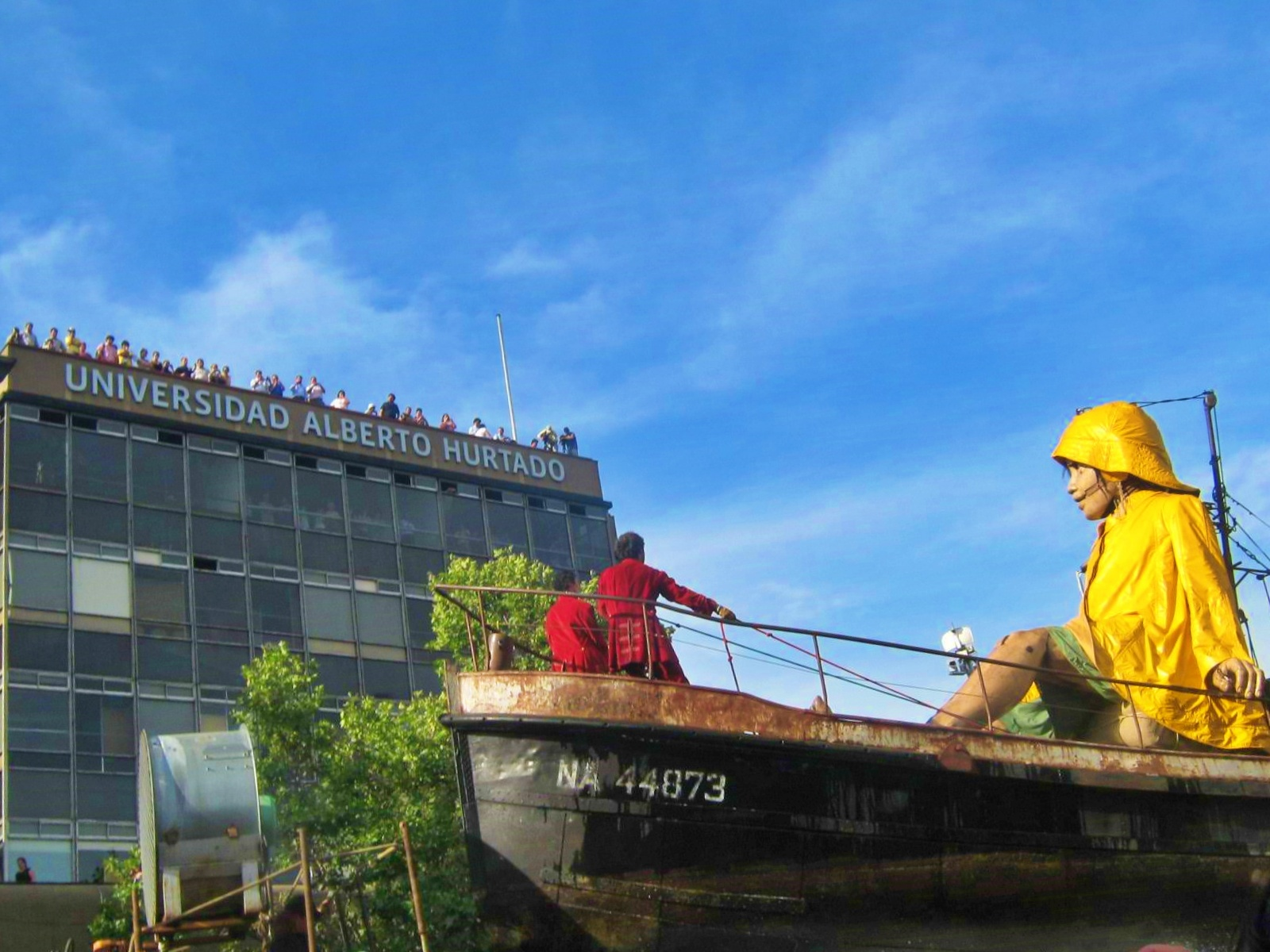
La Pequeña Gigante sobre un barco, junto a integrantes de la Royal de Luxe, en plena Alameda de Santiago de Chile, frente a la Universidad Alberto Hurtado.

Ese mismo día el Señor Escafandra aparece en el Paseo Bulnes de la capital de Santiago frente al Palacio de La Moneda mientras su sobrina duerme en la Plaza de la Constitución, al otro lado del palacio de gobierno. Luego de recorrer el centro de Santiago decide descansar en Plaza Prat.
La Pequeña Gigante despierta a las 13.00 para dirigirse hacia el Parque Almagro, para luego, cerca de las 20.00 reencontrarse con su tío, el señor Escafandra en la Plaza de la Ciudadanía, en el centro de la capital.
El día 31 de enero, la Pequeña Gigante y su tío, efectúan una breve caminata por la Alameda Libertador General Bernardo O'Higgins, avenida principal de Santiago, hasta Avenida Portugal.
Luego de una breve siesta de cinco horas, retornan hasta la Plaza de la Ciudadanía, donde la Pequeña Gigante "lee" un mensaje de despedida al pueblo chileno, despidiendo así su aparición de este año. 
El mensaje de la postal decía:
«En 1810 Sudamérica fue destruida por un sismo. Esta tierra parecía flotar como una nave amarrada en el muelle de Europa, se hizo a la mar y dividió los océanos, es de ahí que vienen el atlántico y el pacífico. O'Higgins y otros conspiradores fueron los más grandes hombres de la época. Ellos abolieron la esclavitud, sin lograr jamás destruirla totalmente.
Desde entonces, en el cielo destella la estrella de Chile.
Los astrólogos tratan de observarle sin jamás llegar a comprenderle, pero los científicos son unánimes, ella brilla en el corazón de los chilenos y da chispas en el ojo de los niños.
P.D
Yo no como
yo no hablo
pero escucho la voz de
Pablo Neruda
como la resaca del mar
sobre las piedras y me
alimento de los olores de
la tierra chilena
Estoy con ustedes (...)»